# SFJ M 6–10
Die Triebwagen SFJ M 6–10 wurden von der Sydfyenske Jernbaneselskab (SFJ) für den Betrieb auf ihren dänischen Privatbahnstrecken beschafft.

## Geschichte
Für den Personenverkehr auf ihren Strecken beschaffte die Gesellschaft zur Einsparung von lokomotivgeführten Zügen 1932 fünf sechsachsige Triebwagen mit drei Drehgestellen. Lieferant war die dänische Lokomotivfabrik Triangel in Odense, die Fahrzeuge hatten die Fabriknummer 1350–1352 sowie 1354 und 1359. 1936 wurden die als SFJ M 6–10 beschafften Fahrzeuge in SFJ MD 6–10 umnummeriert.

## Technische Ausstattung
Der Wagenkasten des Triebwagens wurde von Scandia A/S in Randers zugeliefert. Die elektrische Ausrüstung kam von Thrige. Während das vordere und hintere Laufdrehgestell antriebslos waren, enthielt das in Wagenmitte liegende Triebdrehgestell die komplette Antriebstechnik des Fahrzeuges mit einem Dieselmotor von Burmeister & Wain, der 350 PS leistete. Die Kraftübertragung erfolgte dieselelektrisch.

### SFJ MD 8
Der Triebwagen hatte 1935 einen Brandschaden, der instand gesetzt wurde. Nach einem erneuten Brand 1947 wurde das Fahrzeug ausgemustert und verschrottet.

## DSB MDF
Durch die Übernahme der Sydfyenske Jernbaner am 1. April 1949 durch Danske Statsbaner (DSB) wurden deren Fahrzeuge an die Staatsbahnen übertragen. Die Triebwagen erhielten die Baureihenbezeichnung MDF. Übernommen wurden die Fahrzeuge MD 6, 7, 9 und 10. MD 6, 7 und 9 erhielten die Betriebsnummern MDF 491, MDF 492 und MDF 494 und wurden weiter im Personenverkehr eingesetzt.
MD 10, der ohne Motor an DSB ging, wurde als Triebwagenanhänger CQMP 3500 verwendet. Er wurde 1950 an die Nordvestfyenske Jernbane als OMB MD 3 verkauft.

### MDF 491
Der Triebwagen war bis 1954 von Odense Syd aus im Einsatz und wurde danach abgestellt. Die Ausmusterung und Verschrottung erfolgte 1957.

### MDF 492
Der Triebwagen war bis 1952 von Odense Syd aus im Einsatz und wurde im gleichen Jahr an die Odense–Kerteminde–Martofte Jernbane verkauft. Dort erhielt er die Nummer OKMJ MD 13.

### MDF 494
Das ebenfalls ohne Motor übernommene Fahrzeug wurde nur kurz als Triebwagenanhänger eingesetzt und 1950 an die Nordvestfyenske Jernbane für deren Strecke Odense–Middelfart–Bogense (OMB) verkauft. Es erhielt die Nummer OMB MD 5.

## OKMJ MD 13
Nach dem Erwerb durch die Odense–Kerteminde–Martofte Jernbane wurde der OKMJ MD 13 mit einem Achtzylinder-Dieselmotor von MAN mit 400 PS ausgestattet. Er war bis 1966 im Einsatz und wurde nach seiner Ausmusterung an die Vemb–Lemvig–Thyborøn Jernbane (VLTJ) verkauft.

## VLTJ M 13
Der von der Odense–Kerteminde–Martofte Jernbane übernommene OKMJ MD 13 erhielt zwar die Betriebsnummer VLTJ M 13, wurde jedoch nicht mehr in Betrieb genommen und diente als Ersatzteilspender für weitere Triebwagen des gleichen Typs, die bei der VLTJ im Einsatz waren. Der Wagenkasten wurde in die Kiesgrube Rom gebracht und dort 1969 verschrottet.

## OMB MD 3 / MD 5

### MD 3
Der von DSB ohne erworbene CQMP 3500 wurde 1950 von Scandia umgebaut und erhielt das Maschinengestell des nach einem Brand am 29. September 1948 im darauffolgenden Jahr ausgemusterten OMB M 3. 1952 erhielt er einen Achtzylinder-Dieselmotor von MAN mit 400 PS. Die Ausmusterung erfolgte 1966.

### MD 5
Der 1950 von DSB gekaufte MDF 494 wurde von Nordvestfyenske Jernbane ohne Motor erworben und als OMB MD 5 bezeichnet. Die Gesellschaft besaß jedoch eine 1949 von SFJ gekaufte Reserveantriebseinheit, die in den Triebwagen eingebaut wurde. 1952 wurde der B&W-Motor durch einen Achtzylinder-Dieselmotor von MAN, der 400 PS leistete, ersetzt.
Das Fahrzeug hatte am 7. Mai 1962 einen Zusammenstoß mit einem Lastkraftwagen bei Morud und wurde schadhaft abgestellt. Die Ausmusterung erfolgte 1966, die Verschrottung 1967.